# Колесников, Тимофей Емельянович
Тимофей Емельянович Колесников (1829—1899) — вологодский купец 2-й гильдии, Почётный гражданин Вологды.

## Биография
Родился 18 января 1829 года в Ярославской губернии в семье купца, воспитание получил домашнее. В Вологду переехал в 1866 году. Был женат на Александра Никифоровна, но детей у них не было. Занимался торговлей молочными продуктами, дело унаследовал от отца. Был одним из пионеров в торговле сливочным маслом на российском рынке. Поддержал инициативу Николая Васильевича Верещагина о проведении в 1888 году Вологодской сельскохозяйственной выставки, которая позволила представить реальную картину молочного хозяйства губернии. Колесников выделил 100 рублей для награждения лучших, чтобы привлечь крестьян на выставку. На мероприятии заинтересованным посетителям демонстрировали современный способ производства масла на передвижной маслодельне с помощью сепаратора.
1 июня 1871 года — церковный староста при церкви Вологодской земской городской лечебницы.
С 1871 по 1885 — попечитель трёх училищ в Вологде.
С 1871 года — гласный Городской думы (занимал этот пост 16 лет).
С 1872 года — пожизненный почетный член «Губернского попечительства о детских приютах».
С 1878 года — товарищ председателя местного управления «Общества попечения о раненых и больных воинах».
С 1878 по 1879 годы — купеческий староста.
С 1880 по 1881 годы —  директор «Вологодского городского общественного банка».
С 1881 года — член учетного комитета «Вологодского отделения государственного банка».
С 1883 года — распорядитель в «Вологодском городском взаимном страховом обществе».
С 1895 года — казначей «Вологодского пожарного общества».
С 1892 года — член Общества вспомоществования нуждающимся ученицам Мариинской женской гимназии. Пожизненный член-соревнователь «Общества взаимного вспомоществования учащим и учившимся в народных училищах Вологодской губернии».
Скончался в городе Вологде 6 мая 1899 года. Панихида и отпевание прошли в Кирилло-Рощенской церкви. Захоронен на кладбище Свято-Духова монастыря.

## Благотворительность

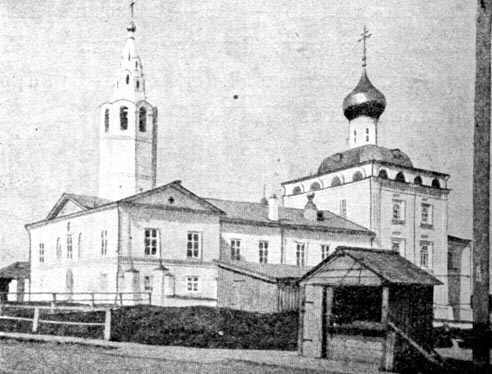
Кирилло-Белозерская церковь в Рощенье

Известен как щедрый вологодский благотворитель. Вел активную общественную деятельность в различных сферах. Наиболее весомым его вкладом в дело обучения юных вологжан стало основание в декабре 1895 года 7-го городского приходского училища, которому было присвоено имя жертвователя с установлением его портрета в стенах училища. Внесенная Колесниковым солидная сумма позволила превратить училище в одно из наиболее благоустроенных в городе, с просторными классами, в которых в начале XX века занималось более 100 учеников. Принимались все желающие учиться.
25 апреля 1898 года при «Вологодском Доме трудолюбия» на пожертвования Колесникова была открыта воскресная школа.
Медицинские учреждения пользовались у Колесникова особым вниманием. С 1886 года он состоял на государственной службе, являясь попечителем губернской земской больницы. Пожертвовал больнице средства на две бесплатные койки и их содержание.
Совершал пожертвования для Кирилло-Рощенской церкви и храма при Александрийском детском приюте.

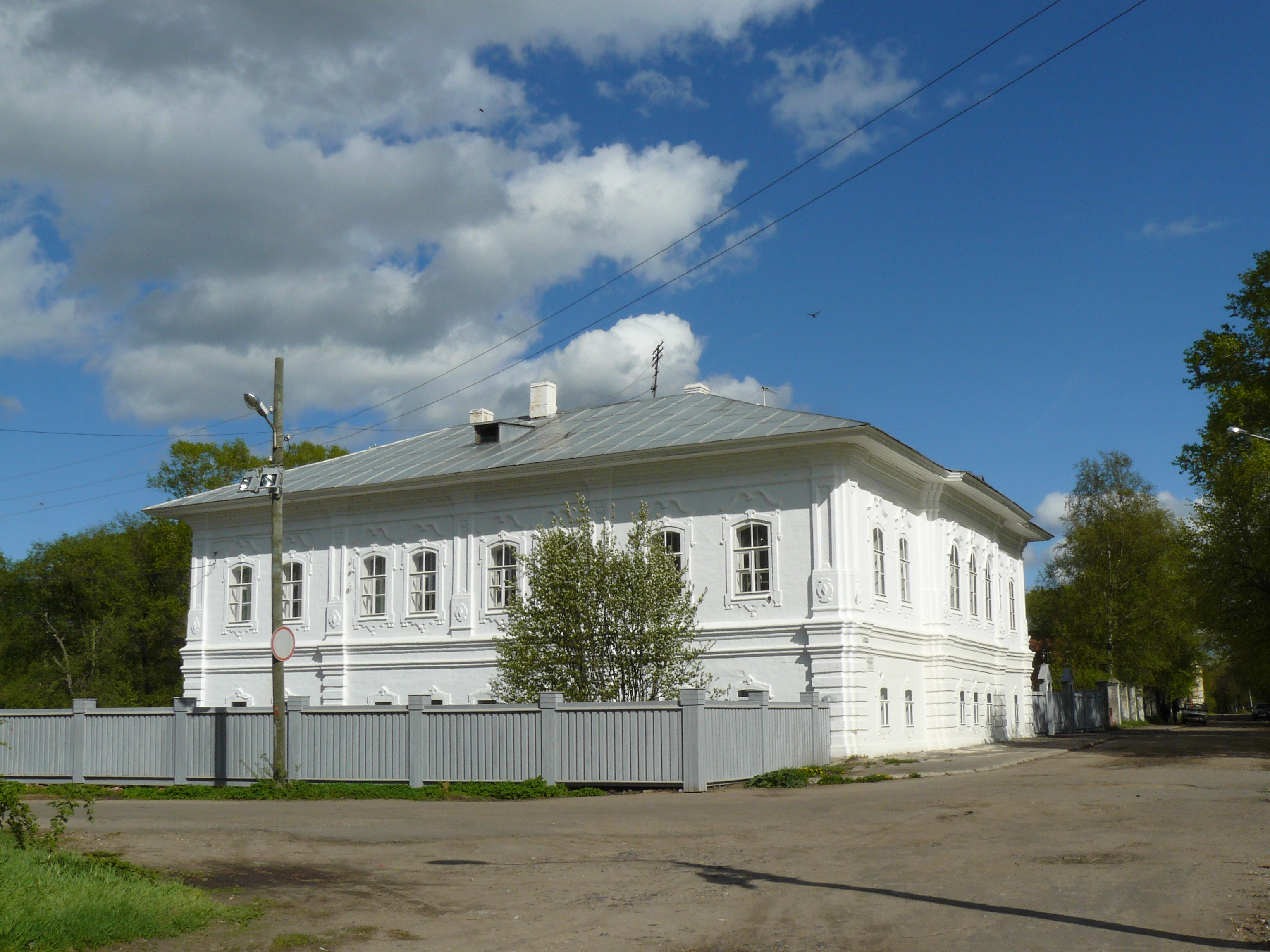
Ночлежный дом. Вологда, Набережная VI Армии, 87, 2011 год.

17 октября 1889 года состоялось открытие ночлежного дома и бесплатной столовой для бедняков. Здание 1777 года постройки было куплено Колесниковым у купчихи Кусковой и подарено городу. На первом этаже располагалась столовая, на втором — ночлежка. В ночлежном доме было мужское и женское отделения, умывальники, туалеты. Доступ к ночлегу установлен зимою с 6, а летом с 8 до 10 часов вечера. На ночь входные наружные двери запирались, подъем — в 6 утра. Переночевать можно было бесплатно. 31 декабря 1889 года — ночлежному дому и бесплатной столовой было присвоено наименование: «В память избавления Их Императорских Величеств с Августейшим Семейством от опасности при крушении императорского поезда… 17.10.1888 года». Ночлежный дом работал до 1917 года. Вновь открылся только в 1992 году, при помощи журналиста Анатолия Ехалова и политика Александра Лукичева, под названием «Дом ночного пребывания». Работает по настоящее время.
28 октября 1891 года произошло открытие Александро-Мариинского приюта, построенного на пожертвования Колесникова.

## Награды и звания
- орден Святого Станислава III степени (1 апреля 1890 года)
- орден Святого Станислава II степени (1 января 1892 года)
- орден Святой Анны II степени (6 мая 1897 года)
- Золотые медали «За усердие»:

ноябрь 1871 года — за пожертвования и труды по Покровской Санкт-Петербургской общине сестер милосердия на Станиславской ленте
декабрь 1875 года — за пожертвования в пользу Александрийского детского приюта на Анненской ленте
27 июля 1880 года — за пожертвования в пользу Александрийского детского приюта на Владимирской ленте
27 апреля 1884 года — за заслуги в должности почетного старшины Александрийского детского приюта на Александровской ленте
23 декабря 1888 года — за отличия неслужебные на Андреевской ленте
- «Почетный гражданин города Вологды» (20 марта 1891 года)